# 戴维·卡德
戴维·爱德华·卡德（英語：David Edward Card，1956年—）是加拿大裔美國人，為勞動經濟學領域的经济学家以及加利福尼亞大學柏克萊分校经济学教授。他因“对勞動經濟學的实证贡献”而與另外兩人共同获得2021年诺贝尔经济学奖。

## 生平
1956年，戴维·卡德在加拿大安大略省贵湖出生，父母是奶农。1978年获女王大学文学学士学位，1983年获普林斯顿大学经济学哲学博士学位，博士论文题为《长期劳动合同的指数化》（Indexation in long term labor contracts），导师为奧利·阿申菲爾特。
毕业后，于1982年至1983年任芝加哥大学布斯商学院商业经济学助理教授，1983年至1997年任教于普林斯顿大学，之后改到伯克利。1988年至1992年任《劳动经济期刊》助理编辑，1993年至1997年任《计量经济学》合作编辑，2002年至2005年任《美国经济评论》合作编辑。

## 学术研究
1990年代，卡德与当时在普林斯顿大学的同事阿伦·克鲁格利用双重差分法，发现新泽西州提高最低工资标准不造成该州快餐公司工作岗位流失，打破经济学者的普遍认知，备受学界关注。当时约瑟夫·斯蒂格利茨和保罗·克鲁曼等经济学家否认双重差分法及其得到的结果（见对最低工资的讨论），但认可卡德和克鲁格的发现。
卡德还对外来移民、职业培训及不平等现象研究做出基础性贡献。他的研究大多从不同方面比较美国和加拿大。对于外来移民，卡德在研究中证明新移民对经济的冲击微乎其微。在研究移民群体快速同化的案例时，卡德发现同化对他们薪资的影响很少，甚至没有。比如，卡德研究了马列尔事件的影响，将接收移民较多的迈阿密的经济影响与接收较少亚特兰大、休斯敦、洛杉矶和坦帕进行比较，发现尽管迈阿密的低技能劳动力急剧增加7%，低技能劳动力工人的薪水未有显著影响。此外，他发现迈阿密的整体失业率及劳动力市场的整体薪水在新移民突然涌入下，依然没有影响。在《纽约时报》的采访中，卡德说：“老实说，我觉得对移民的经济论调是次要的，几乎无关紧要。”但这并不表示卡德认为要增加移民，只是说明移民对劳动力市场不构成威胁。
卡德尽管有时会研究带有政治意义的议题，但不会公开表明对政治议题的立场，或是提出政策建议。尽管如此，外界经常用他的研究支持增加移民、就最低工资立法。

## 奖项
1995年，卡德获得約翰·貝茨·克拉克獎，表彰他对最低工资及马列尔事件经济影响的研究。2009年，获美国经济学会理查德·伊利荣誉教席。2014年，与格里高利·曼昆一同当选美国经济学会副会长。
2014年，与理查德·布伦德尔 共同获得经济、金融与管理领域的BBVA基金会知识前沿奖，表彰他们对实证微观经济学的贡献。
2021年，当选美国国家科学院院士，获诺贝尔经济学奖。

## 著作

### 专著
- Card, David; Raphael, Steven (编). . New York: Russell Sage Foundation（英语：Russell Sage Foundation）. 2013. ISBN 9780871544988.
- Card, David; Krueger, Alan B. Akee, Randall K. Q.; Zimmermann, Klaus F. , 编. . IZA Prize in Labor Economics Series. Oxford: Oxford University Press. 2011. ISBN 9780199693382.
- Ashenfelter, Orley; Card, David (编). . Handbook of Labor Economics 4A. Amsterdam: Elsevier. 2011. ISBN 9780444534507.
- Ashenfelter, Orley; Card, David (编). . Handbook of Labor Economics 4B. Amsterdam: Elsevier. 2011. ISBN 9780444534521.
- Auerbach, Alan J.; Card, David; Quigley, John M. (编). . New York: Russell Sage Foundation. 2006. ISBN 9780871540461.
- Card, David; Blundell, Richard; Freeman, Richard B. (编). . National Bureau of Economic Research Comparative Labor Markets Series. Chicago: University of Chicago Press. 2004. ISBN 9780226092843.
- Card, David; Blank, Rebecca M. (编). . New York: Russell Sage Foundation. 2000. ISBN 9780871541161.
- Ashenfelter, Orley C.; Card, David (编). . Handbook of Labor Economics 3A. Amsterdam: Elsevier. 1999. ISBN 9780444501875.
- Ashenfelter, Orley C.; Card, David (编). . Handbook of Labor Economics 3B. Amsterdam: Elsevier. 1999. ISBN 9780444501882.
- Ashenfelter, Orley C.; Card, David (编). . Handbook of Labor Economics 3C. Amsterdam: Elsevier. 1999. ISBN 9780444501899.
- Card, David; Krueger, Alan B.  1st. Princeton: Princeton University Press. 1995. ISBN 9780691043906.
  - Card, David; Krueger, Alan B.  Twentieth-Anniversary. Princeton: Princeton University Press. 2016. ISBN 9780691169125.
- Card, David; Freeman, Richard B. (编). . National Bureau of Economic Research Comparative Labor Markets Series. Chicago: University of Chicago Press. 1993. ISBN 9780226092836.